# ジョージア関係記事の一覧

ジョージアの国旗

ジョージア国関係記事の一覧（ジョージアこくかんけいきじのいちらん）は、ウィキペディア日本語版内のジョージア（グルジア）に関係する記事の一覧である。
- ジョージア国出身の人物についてはジョージア人の一覧を参照。

## 英数字
- .ge
- E001号線
- E691号線
- E692号線
- FC WIT Georgia
- G5カービン
- GPU(国家政治保安部)
- ICAO空港コードの一覧/U#UG – グルジア - - ICAO空港コード
- ISO 3166-2:GE
- KGB (ソ連国家保安委員会)
- NKVD (内務人民委員部)
- MENA - 広範囲で定義した場合に同国が含まれることがある
- NIS諸国

- 2008年北京オリンピックのグルジア選手団
- 2012年ロンドンオリンピックのグルジア選手団
- 2014年ソチオリンピックのグルジア選手団

## あ行
- 青い角
- アジカ
- アジャリア自治共和国
- アジャリア自治ソビエト社会主義共和国
- アスラン・アバシゼ
- アゼルバイジャン - 隣国。コーカサスエリアにおける歴史的な関わりを持ち、現在では経済的な繋がりが深い国となっている
- アハルゴリ基礎自治体
- アハルツィヘ
- アブハジア
- アブハジア社会主義ソビエト共和国
- アブハジア紛争
- アブハズ語
- アブハズ自治ソビエト社会主義共和国
- アラム・ハチャトゥリアン
- アルメニア - 隣国。コーカサスエリアにおける歴史的な関わりを持つ
- イェッセ (カルトリ国王)
- イオリ川
- イベリア王国
- イベリアのアンティム
- イベリアのトリダート（英語版）
- イベリアのペトル
- イベリアのヨアネ
- イメレティ州
- イリア・メリア
- ヴァフタング6世 (カルトリ国王)
- ウマグレシ・リーガ
- エドゥアルド・シェワルナゼ
- オスマン帝国
- オズルゲティ
- オセット語
- オセット人
- オタール・イオセリアーニ
- オリンピックのジョージア選手団

## か行
- ガグラ
- カヘティ州
- カルトヴェリ語族
  - カルトヴェリ人
- カルトリ王国
- クヴェモ・カルトリ州
- クタイシ
- グダウタ
  - グダウタ地区
- クラ川
- グランプリ・トビリシ
- グリア州
- グリゴル・ムガロブリシュヴィリ
- グルジア王国
- グルジア海軍
  - グルジア海軍艦艇一覧
- グルジア共和国
- グルジア空軍
- グルジア軍道
- グルジア語
- グルジア語の点字
- グルジア国家通信委員会（英語版）
- グルジア人
  - ジョージア人の一覧
- グルジア聖歌
- グルジア正教会
- グルジア・ソビエト社会主義共和国
  - グルジア・ソビエト社会主義共和国の国旗
- グルジア鉄道
- グルジアのカリグラフィー
- グルジアの首相
- グルジアの歴史
- グルジアのユーロビジョン・ソング・コンテスト
- グルジアの夢＝民主グルジア
- グルジア民主共和国
- グルジア文字
- グルジア問題
- グルジア料理
- グルジアワイン
- グルジーム
- グルジン語
- ゲオルグリー・ザンタラヤ
- ゲラティ修道院
- コーカサス
  - 北コーカサス
  - 南コーカサス
- コーカサス山脈
  - 小コーカサス山脈
  - 大コーカサス山脈
- 国立大学駅
- 黒海
  - 黒海洪水説
- 黒海海軍合同任務群 - 黒海における多国籍海軍部隊で、グルジア海軍はその一部として部隊を構成する
- 黒海経済協力機構 - ジョージア国はこの組織の一員として参加している
- 黒海の戦い (第二次世界大戦) - ソ連時代に行なった戦闘活動
- 黒海太
- 国際連合グルジア監視団
- ゴジナキ
- ゴリ (シダ・カルトリ州)
- コルキス
- ゴレスターン条約
- コンスタンティネ・ガムサフルディア

## さ行
- ザカフカース社会主義連邦ソビエト共和国
- ザカフカース民主連邦共和国
- ザカリア・パリアシュヴィリ
- サカルトヴェロ憲法
- サカルトヴェロス・タシ
- サカルトヴェロス・スペルタシ
- サッカージョージア女子代表
- サッカージョージア代表
- サファヴィー朝
- サムツヘ＝ジャヴァヘティ州
- サメグレロ＝ゼモ・スヴァネティ州
- サンドロ・ギルグヴリアニ殺害事件（英語版）
- シダ・カルトリ州
- 殉教者ケテヴァン
- ジョージア (国)
- ジョージア技術大学
- ジョージア矯正省
- ジョージア共和党
- ジョージア軍
  - ジョージア軍参謀本部
  - ジョージア陸軍
- ジョージア国におけるLGBTの権利（英語版）
- ジョージア国における地震の一覧（英語版）
- ジョージア国における氷河（英語版）
- ジョージア国の行政区画
- ジョージア国の空港の一覧
- ジョージア国の経済
- ジョージア国の新聞一覧
- ジョージア国の地質（英語版）
- ジョージア国の都市の一覧
- ジョージア国防省
- ジョージア国家安全保障会議
- ジョージア国家警備隊
- ジョージア国境警察
- ジョージア国会議長
- ジョージア国立銀行
- ジョージアサッカー連盟
- ジョージア時間
- ジョージア内務省（英語版）
  - ジョージア内務省アカデミー（英語版）
- ジョージア農業省
- ジョージアにおけるサッカー
- ジョージアにおける宗教
- ジョージアの河川の一覧
- ジョージアの切手と郵便史コレクション（英語版）
- ジョージアの国章
- ジョージアの国名
- ジョージアの国旗
- ジョージアの在外公館の一覧
- ジョージアの祝日
- ジョージアの政党一覧
- ジョージアの世界遺産
- ジョージアの大統領
- ジョージアの大統領一覧
- ジョージア料理
- ジョージアン・エアウェイズ
- ショタ・ルスタヴェリ
- ジワリ修道院
- スヴァネティ
- スヴァン語
- ズヴィアド・ガムサフルディア
- ズグディディ
- スフミ
- ズラブ・ジワニア
- ズラブ・ズビャダウリ
- スルハン・ツィンツァーゼ
- 聖タマル勲章
- 聖ニノ
- セルゲイ・パラジャーノフ
- ソビエト連邦 - 前身の一つのグルジア・ソビエト社会主義共和国はこの連邦国家の構成共和国であった
  - ソビエト連邦の崩壊

- ソポ・ハルヴァシ

## た行
- ダヴィード・カゼラシュヴィリ
- タヴィスプレバ
- ダヴィッド・バグラチオン・ムフラニ
- ダヴィト4世 (ジョージア王)
- タマル (グルジア女王)
- チヒルトゥマ
- チャチャ (飲料)
- ツヒンヴァリ
- テッセルのグルジア人捕虜蜂起
- テラヴィ
- テレク川
- 統一国民運動 (グルジア)
- トゥクヴァルチェリ
- トビリシ
- トルコ - 隣国。現在、経済的な繋がりが深い。また、当該国はジョージア文化に類似点が幾ヶ所か見受けられる

## な行
- ニナ・スブラッティ
- ニコ・ピロスマニ
- ニコライ・チヘイゼ
- ニノ・ブルジャナゼ
- 日本とジョージアの関係

## は行
- バクー＝トビリシ＝カルス鉄道 - 国際列車の鉄道路線。アゼルバイジャン、ジョージア、トルコの3ヶ国を通っており、総延長は826kmである。略称はBKT鉄道
- バグラティ大聖堂
- バスケットボールジョージア代表
- ハチャプリ
- バビロニス・コシュキ
- バトゥミ
- バラ革命
- バレーボールジョージア男子代表
- ビジナ・イヴァニシヴィリ
- 豹皮の騎士
- ピョートル・バグラチオン
- 葡萄十字
- ポティ

## ま行
- マツン
- マリア・バグラティオニ
- 南オセチア
- 南オセチア紛争 (2008年)
- ミハイル・カラトーゾフ
- ミハラニ朝（ロシア語版、英語版）
- ミヘイル・サアカシュヴィリ
- ミングレル人
- 民主的選択共同体（英語版、ウクライナ語版） - 2005年に組織された地域機構。正式名は「民主主義的選択共同体」（英: Community of Democratic Choice　略称CDC）で、ウクライナとジョージア国が中心となって発足された
- ムツヘタ
- ムツヘタの歴史的建造物群
- ムツヘタ＝ムティアネティ州
- メグレル語
- モンゴルのグルジア侵攻

## や行
- ヨシフ・スターリン

## ら行
- ラグビージョージア代表
- ラド・グルゲニゼ
- ラチャ＝レチフミおよびクヴェモ・スヴァネティ州
- ラリ
- ラズ語
- ルスタヴィ
- ロシア - 隣国。当該国の前身であるロシア帝国やソビエト連邦・ロシア・ソビエト連邦社会主義共和国とは歴史上、深い関わりを持つ
- ロシア帝国 - ロシアの前身国家の一つである
  - ロシア帝国下のグルジア

## わ行
- ワルシャワ条約機構 - 冷戦期に前身であるグルジア・ソビエト社会主義共和国（ソ連）が加盟していた。
  - ワルシャワ条約 (1955年)